# Rimacola
Rimacola é um género botânico pertencente à família das orquídeas (Orchidaceae).